# Borinquen (Aguadilla)
Borinquen es un barrio ubicado en el municipio de Aguadilla en el estado libre asociado de Puerto Rico. En el Censo de 2010 tenía una población de 7415 habitantes y una densidad poblacional de 627,56 personas por km².

## Geografía
Borinquen se encuentra ubicado en las coordenadas 18°28′20″N 67°9′40″O / 18.47222, -67.16111. Según la Oficina del Censo de los Estados Unidos, Borinquen tiene una superficie total de 11.82 km², de la cual 8.61 km² corresponden a tierra firme y (27.12%) 3.2 km² es agua.

## Demografía
Según el censo de 2010, había 7415 personas residiendo en Borinquen. La densidad de población era de 627,56 hab./km². De los 7415 habitantes, Borinquen estaba compuesto por el 84.72% blancos, el 6.64% eran afroamericanos, el 0.5% eran amerindios, el 0.2% eran asiáticos, el 5.99% eran de otras razas y el 1.96% pertenecían a dos o más razas. Del total de la población el 98.83% eran hispanos o latinos de cualquier raza.